# Can Gabriel (Sant Vicenç de Montalt)
Can Gabriel és una obra de Sant Vicenç de Montalt (Maresme) inclosa a l'Inventari del Patrimoni Arquitectònic de Catalunya.

## Descripció
Casa amb tipologia arquitectònica del segle xviii, amb planta baixa i pis. Té també un ampli portal amb cancell i porta a l'interior. Al pis, hi ha una finestra igual a la de la planta baixa. L'edifici està cobert a dues aigües amb teules.